# Campionati mondiali giovanili di nuoto sincronizzato 2006
I X Campionati mondiali giovanili di nuoto sincronizzato si sono svolti in Cina nel 2006. Le sedi di gara sono state a Foshan.

## Medagliere
| Posiz. | Nazione  | Oro | Argento | Bronzo | Totale |
| ------ | -------- | --- | ------- | ------ | ------ |
| 1      | Russia   | 3   | 1       | 0      | 4      |
| 2      | Cina     | 1   | 2       | 1      | 4      |
| 3      | Spagna   | 0   | 1       | 0      | 1      |
| 4      | Giappone | 0   | 0       | 3      | 3      |
| Totale | Totale   | 4   | 4       | 4      | 12     |

## Risultati
| Evento           | Oro           | Argento              | Bronzo      |
| Stile libero     |               |                      |             |
| Singolo          | Huang Xuechen | Aleksandra Elchinova | Yukiko Inui |
| Duo              | Russia        | Spagna               | Cina        |
| Squadra          | Russia        | Cina                 | Giappone    |
| Libero combinato | Russia        | Cina                 | Giappone    |